# Tegenpaus Silvester IV
Silvester IV, geboren als Maginulf (Rome, ca. 1050 - ?) was tegenpaus van 18 november 1105 tot april 1111. Hij was vierde tegenpaus tegenover paus Paschalis II in de Investituurstrijd.
In 1101 waren Theodoricus en Albertus, die tegenover Paschalis het pausdom claimden, gevangengenomen. De Romeinse adel bleef echter weigeren Paschalis als paus te erkennen.
Toen Paschalis in 1105 buiten Rome verbleef, achtte de Romeinse adel de tijd rijp tot een nieuwe pausbenoeming over te gaan. De keuze viel op Maginulf, de aartspriester van Castel Sant'Angelo. Hij nam de naam Silvester IV aan. Op 18 november 1105 ontving hij in de basiliek Sint-Jan van Lateranen in Rome zijn wijding tot paus.
Toen Paschalis de volgende dag naar Rome terugkeerde, braken ernstige onlusten uit. Aanvankelijk kregen Silvesters troepen de overhand, maar in november 1105 keerde het tij en zag Silvester zich gedwongen Rome te verlaten en zijn toevlucht te zoeken in Osimo, waar hij bescherming vond bij graaf Guarniero van Ancona.
Ondertussen verlangde Hendrik V de keizerstitel en het recht op investituur van Paschalis te ontvangen, maar Paschalis weigerde dit. Daarom nam Hendrik Paschalis begin 1111 gevangen en erkende hij het pontificaat van Silvester om zo Paschalis onder druk te zetten. In gevangenschap gaf Paschalis alsnog toe aan Hendriks eisen. Op 11 april bereikten Paschalis en Hendrik een akkoord. Daarop trok Hendrik zijn steun aan Silvester in. Onder druk van Hendrik trad Silvester op 12 of 13 april 1111 af en onderwierp hij zich aan Paschalis. De rest van zijn leven bracht hij door in Ancona, bij zijn beschermheer Guarniro.
Met het aftreden van Silvester leek het kerkelijk schisma voorbij. Toen Paschalis zeven jaar later echter overleed, ging Hendrik V echter niet akkoord met de benoeming van Gelasius II en stelde hij Maurice Bourdin (Gregorius VIII) aan als paus, waardoor er opnieuw twee pausen tegenover elkaar stonden.
Cursief: tegenpaus